# Ophiodothella neurophila
Ophiodothella neurophila är en svampart som beskrevs av Syd. 1931. Ophiodothella neurophila ingår i släktet Ophiodothella och familjen Phyllachoraceae.   Inga underarter finns listade i Catalogue of Life.